# Крнуле
Крнуле је насеље у Србији у општини Владимирци у Мачванском округу. Према попису из 2022. било је 726 становника. У селу се налази четвороразредна школа која ради у оквиру матичне основне школе „Жика Поповић” из Владимираца.

## Галерија
- Стара кућа
- Споменик погинулим мештанима у ратовима 1912-1918.
- Школска зграда
- Табла на згради МЗ
- Зграда МЗ
- Поглед на планину Цер из центра села
- Чардак

## Демографија
У насељу Крнуле живи 903 пунолетна становника, а просечна старост становништва износи 43,8 година (41,7 код мушкараца и 46,0 код жена). У насељу има 348 домаћинстава, а просечан број чланова по домаћинству је 3,11.
Ово насеље је великим делом насељено Србима (према попису из 2002. године), а у последња три пописа, примећен је пад у броју становника.
|  |

| Демографија | Демографија | Демографија |
| Година      | Становника  | Становника  |
| ----------- | ----------- | ----------- |
| 1948.       | 1.787       |             |
| 1953.       | 1.793       |             |
| 1961.       | 1.641       |             |
| 1971.       | 1.504       |             |
| 1981.       | 1.292       |             |
| 1991.       | 1.181       | 1.161       |
| 2002.       | 1.084       | 1.089       |

| Етнички састав према попису из 2002.‍ | Етнички састав према попису из 2002.‍ | Етнички састав према попису из 2002.‍ | Етнички састав према попису из 2002.‍ | Етнички састав према попису из 2002.‍ |
| ------------------------------------ | ------------------------------------ | ------------------------------------ | ------------------------------------ | ------------------------------------ |
|                                      |                                      |                                      |                                      |                                      |
| Срби                                 | Срби                                 |                                      | 1.049                                | 96,77%                               |
| Роми                                 | Роми                                 |                                      | 26                                   | 2,39%                                |
| Хрвати                               | Хрвати                               |                                      | 2                                    | 0,18%                                |
| непознато                            | непознато                            |                                      | 6                                    | 0,55%                                |

| Година пописа     | 1948. | 1953. | 1961. | 1971. | 1981. | 1991. | 2002. |
| ----------------- | ----- | ----- | ----- | ----- | ----- | ----- | ----- |
| Број домаћинстава | 322   | 357   | 390   | 391   | 387   | 360   | 348   |

| Број чланова      | 1  | 2   | 3  | 4  | 5  | 6  | 7 | 8 | 9 | 10 и више | Просек |
| ----------------- | -- | --- | -- | -- | -- | -- | - | - | - | --------- | ------ |
| Број домаћинстава | 65 | 100 | 61 | 46 | 36 | 25 | 9 | 1 | 0 | 5         | 3,11   |

| Пол    | Укупно | Неожењен/Неудата | Ожењен/Удата | Удовац/Удовица | Разведен/Разведена | Непознато |
| ------ | ------ | ---------------- | ------------ | -------------- | ------------------ | --------- |
| Мушки  | 480    | 141              | 298          | 19             | 16                 | 6         |
| Женски | 451    | 50               | 293          | 96             | 6                  | 6         |
| УКУПНО | 931    | 191              | 591          | 115            | 22                 | 12        |

| Пол    | Укупно                    | Пољопривреда, лов и шумарство | Рибарство                            | Вађење руде и камена | Прерађивачка индустрија       |
| ------ | ------------------------- | ----------------------------- | ------------------------------------ | -------------------- | ----------------------------- |
| Мушки  | 276                       | 207                           | 0                                    | 0                    | 16                            |
| Женски | 182                       | 154                           | 0                                    | 1                    | 9                             |
| УКУПНО | 458                       | 361                           | 0                                    | 1                    | 25                            |
| Пол    | Производња и снабдевање   | Грађевинарство                | Трговина                             | Хотели и ресторани   | Саобраћај, складиштење и везе |
| Мушки  | 2                         | 13                            | 10                                   | 0                    | 6                             |
| Женски | 0                         | 0                             | 5                                    | 0                    | 0                             |
| УКУПНО | 2                         | 13                            | 15                                   | 0                    | 6                             |
| Пол    | Финансијско посредовање   | Некретнине                    | Државна управа и одбрана             | Образовање           | Здравствени и социјални рад   |
| Мушки  | 0                         | 4                             | 6                                    | 4                    | 2                             |
| Женски | 0                         | 1                             | 2                                    | 3                    | 5                             |
| УКУПНО | 0                         | 5                             | 8                                    | 7                    | 7                             |
| Пол    | Остале услужне активности | Приватна домаћинства          | Екстериторијалне организације и тела | Непознато            | Непознато                     |
| Мушки  | 4                         | 0                             | 0                                    | 2                    | 2                             |
| Женски | 0                         | 0                             | 0                                    | 2                    | 2                             |
| УКУПНО | 4                         | 0                             | 0                                    | 4                    | 4                             |